# Koń doński
Koń doński – rosyjska rasa koni. Konie tej rasy mają mocną, proporcjonalną budowę, a wyhodowano je na stepach w dorzeczu Donu i Wołgi w celu uzyskania konia wierzchowego dla jednostek kozackich. W XVIII w. wprowadzono w celu uszlachetnienia do rasy krew koni turkmeńskich i arabów perskich, a w XIX w. doszła pełna krew angielska i domieszka kłusaków orłowskich. Obecnie jest to jedna z najważniejszych ras na Ukrainie używana pod siodło. Maści różne, wysokość w kłębie: 155-160 cm.

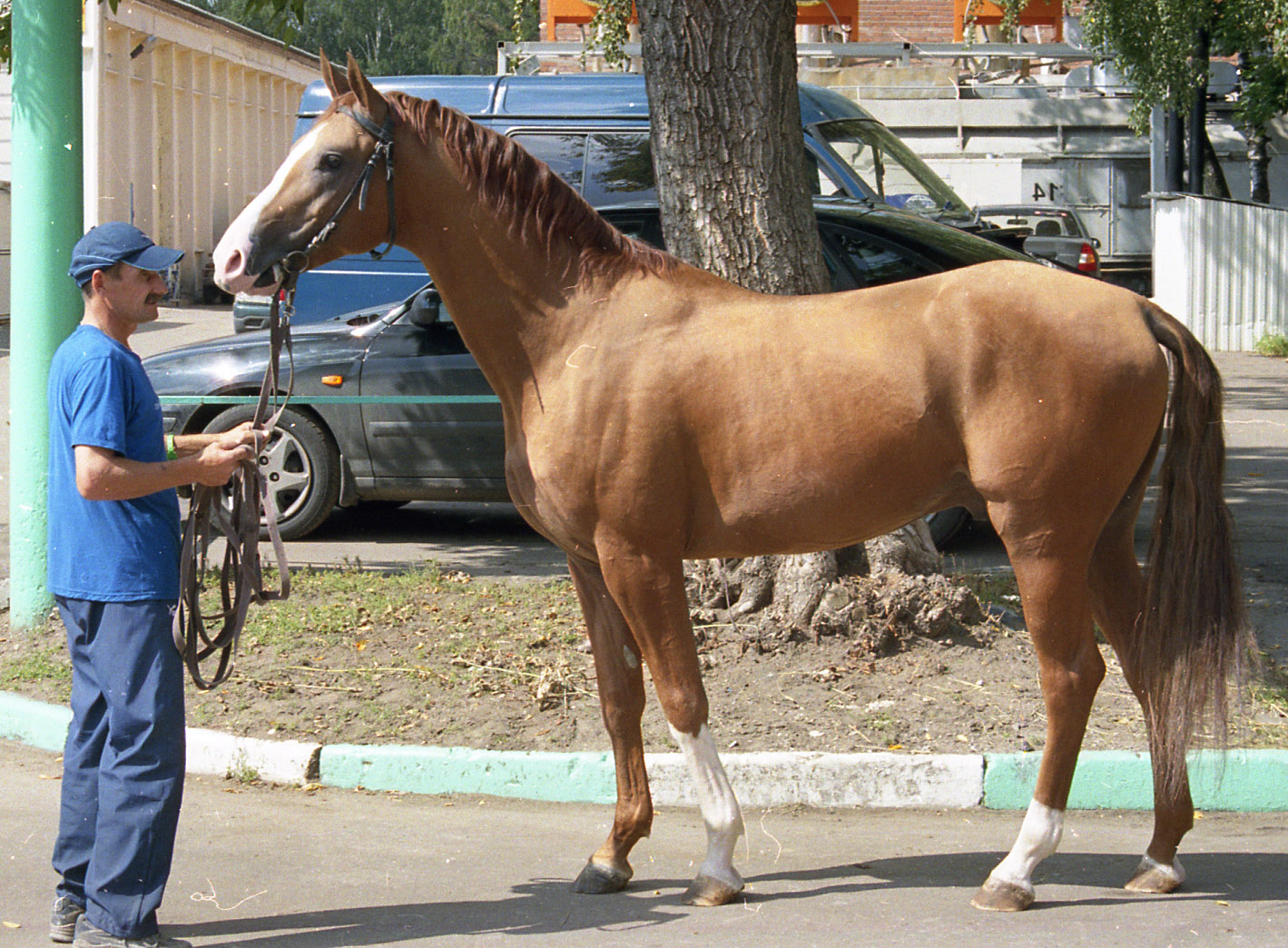
Ogier doński

Dońskie konie powstały w wyniku krzyżowania przez dońskich kozaków koni żyjących na stepach z końmi użytkowymi, nawet pełnej krwi angielskiej. Zaletą ich jest duża wytrzymałość. Używane są do uszlachetnienia prymitywnych ras stepowych.

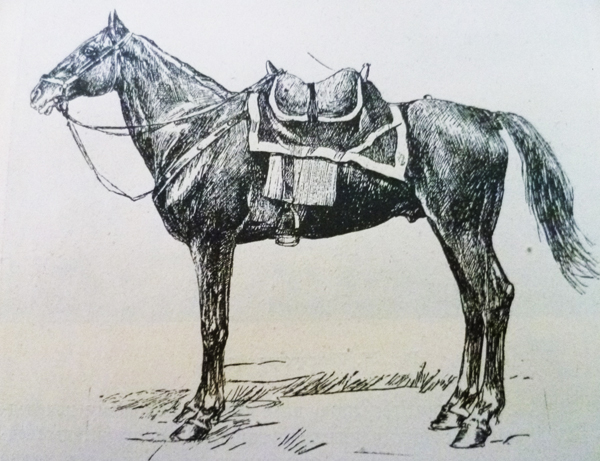
Osiodłany koń doński (początek XX w.)

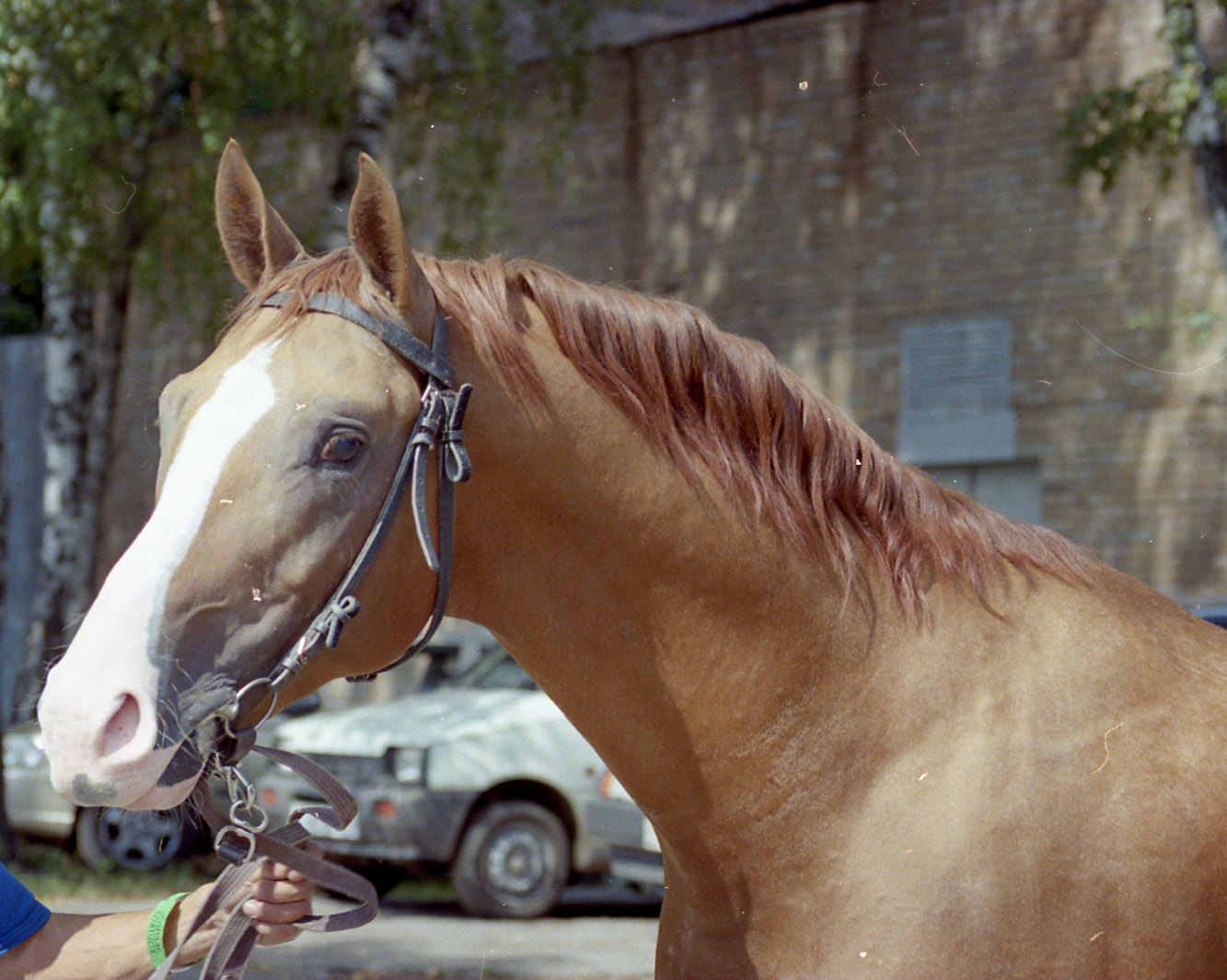
Głowa konia dońskiego

## Historia, pochodzenie
Konie rasy dońskiej – to jedna z najstarszych ras ukraińskich, jej historia jest ściśle związana z historią kozactwa, które w XV w. zaczęło formować się na stepach wzdłuż brzegów Dniepru, Donu oraz daleko za Wołgą. Dalekim przodkiem konia rasy dońskiej był koń używany przez koczowniczych Tatarów. Na rozwój tej rasy miały też wpływ konie koczowniczych ludów tureckich. Za oficjalną datę powstania rasy uważa się rok 1770, kiedy powstała nad Donem pierwsza stadnina tych koni. Jej założycielem był generał Matwiej Płatow. Tu właśnie zaczęto krzyżować konie: mongolskie, turkmeńskie, karabachskie z końmi rasy arabskiej, perskiej i tureckiej, oraz częściowo pełnej krwi angielskiej. W ślad za stadniną Płatowa zaczęły powstawać i inne stadniny na Zadońszczyźnie. Z czasem zaczęto również stosować domieszkę krwi koni orłowsko-roztoczyńskich i  innych ras wierzchowych rosyjsko-ukraińskich. Równolegle z rozwojem prywatnych hodowli, rozwijały się również hodowle kozackich stanic. Rezultatem takiego działania było powstanie cennych koni kawaleryjskich. Dońskie konie hodowano wyłącznie tzw. wychowem tabunowym. Stada cały rok przebywały pod gołym niebem, z wyjątkiem szczególnie  ciężkich zimowych miesięcy, podczas których w okresach łagodniejszych były wypuszczane na step i żywiły się trawą wygrzebywaną spod śniegu (tzw. tebenewka - konie mogą wygrzebywać trawę spod 50 cm warstwy śniegu). Przeżywały tylko osobniki najbardziej wytrzymałe.

## Budowa,pokrój,eksterier,temperament
Przy dość wysokim wzroście i przydatności do wszechstronnego wykorzystania, charakterystyczna jest dla koni tej rasy wytrzymałość oraz przystosowanie do wypasu całorocznego. Oprócz wysokiego wzrostu cechuje tę rasę nieco wydłużona, ale dobrze rozwinięta, szeroka i głęboka kłoda. Kościec jest dobrze rozwinięty. Cechą charakterystyczną jest szeroki tułów. Ta osobliwość budowy jest ściśle powiązana z przystosowaniem rasy do ciężkich warunków klimatu kontynentalnego – konie dobrze wykorzystują paszę, co pozwala ich organizmowi stworzyć zapasy tłuszczu, niezbędnego podczas surowej zimy i letnich okresów suszy z wysoką temperaturą. Głowa średnich, nierzadko – małych rozmiarów, z prostym profilem i szerokim czołem. Szyja średniej długości. Zad lekko ścięty. Klatka piersiowa głęboka, dobrze rozwinięta. Kończyny suche i mocne. Twarde kopyta średniej wielkościKonie są suchej, zwartej konstytucji. Rasa cechuje się spokojnym, lecz dość energicznym, ale zrównoważonym temperamentem. Maść głównie kasztanowata w różnym odcieniu, przeważnie złocistym, z odmianami na głowie i nogach. Rzadziej można spotkać maść gniadą, siwą czy inne. W przeszłości rosyjska rasa dońska była wykorzystywana głównie jako wierzchowce kawalerii kozackiej. Znane ze swojej wytrzymałości, konie te mogły pokonywać duże odległości w krótkim czasie, zachowując rezerwy energii na bitwę. Ze względu na wielkość konie te są wykorzystywane nie tylko pod siodło, ale i w zaprzęgu, często tradycyjnej taczance, w którym cztery konie są zaprzęgnięte obok siebie.

## Cechy, charakterystyka, użytkowość
Konie rasy dońskiej wykazują się bardzo dobrymi wynikami w próbach wytrzymałościowych. Podczas maksymalnego biegu doński ogier Kahał pod wagą 73 kg w ciągu 18 godzin pokonał dystans 263,9 km. W ciągu doby ten sam ogier oraz ogier Zażym pokonały wraz z jeźdźcami dystans 283,5 km, ostatnie 4600 m pokonując galopem w czasie 8 min. W 1951 roku ogier o imieniu Zenith pokonał 311,6 kilometrów w 24 godziny (w tym tylko 4 godziny odpoczynku). W 1951 ogier o imieniu Zenith pokonał 311,6 kilometrów w 24 godziny (w tym tylko 4 godziny odpoczynku).
Rasę cechuje długowieczność. Rasa dońska ma kilka swoich typów: wschodni, wschodni masywny, masywny, wschodniokarabachski, wierzchowy. Większość klaczy czołowych stadnin prezentuje typ wschodni i wschodnio-masywny, które charakterystyczne są dla linii Dnewnika, Imama, Łopuszka, Miraża. Konie tej rasy były wykorzystywane przy tworzeniu rasy kłusaka orłowskiego oraz ras: węgierskiej i trakeńskiej a także rasy nowokirgiskiej, terskiej i budionnowskiej.
Europa dowiedziała się więcej o koniach dońskich po kampaniach Suworowa, rosyjskiej kampanii Napoleona i kampanii 1813-1814. Kozacy dońscy dosiadający swoich dońskich koni w dużym stopniu przyczynili się do odparcia inwazji Napoleona na Rosję i jego upadku po zajęciu Paryża.